# Пасјано ди Порденоне
Пасјано ди Порденоне (итал. Pasiano di Pordenone) је насеље у Италији у округу Порденоне, региону Фурланија-Јулијска крајина.
Према процени из 2011. у насељу је живело 129 становника. Насеље се налази на надморској висини од 9 м.

## Становништво
| 1936. | 1951. | 1961. | 1971. | 1981. | 1991. | 2001. | 2011. |
| ----- | ----- | ----- | ----- | ----- | ----- | ----- | ----- |
| 8.510 | 8.305 | 6.632 | 6.130 | 6.541 | 6.731 | 7.422 | 7.843 |